# 三重県道759号答志桃取線
三重県道759号答志桃取線（みえけんどう759ごう とうし ももとりせん）は三重県鳥羽市の離島、答志島を通る一般県道。答志島の3つの集落（答志・和具・桃取）を連絡している。
道路の通称は「答志スカイライン」。

## 概要
- 「答志島スカイライン」あるいは「答志スカイライン」と呼ばれている[2]。
- 三重県の離島の道路で唯一、一般県道に認定されている（主要地方道に関しては、志摩市の賢島を終点とする三重県道17号浜島阿児線がある。）。
- 地域住民の生活道路として利用されるほか、鳥羽市内の中学校の駅伝大会、ハイキングにも利用されている[2]。

### 路線データ
- 起点：鳥羽市答志町411番地先[3]（答志港）
- 終点：鳥羽市桃取町504番地先[3]（桃取港）
- 道路延長：6,014m
- 重複区間：なし
- 主な接続路線：特になし
- 通過する市：三重県鳥羽市

## 沿革
- 1963年（昭和38年）1月29日 - 「答志島縦断道路」の建設が5ヵ年計画で始まる[4]。
- 1972年（昭和47年）12月1日 - 三重県道として路線認定を受ける[1]。
- 1973年（昭和48年）9月25日 - 道路区域が決定する[3]。

## 沿線・周辺
☆は周辺施設である。
- 八幡神社☆ - 答志漁港内の小島にある。
- 美多羅志神社
- 潮音寺
- 鳥羽市立答志小学校
- 首塚・胴塚☆ - 戦国時代の武将九鬼嘉隆の供養塚。
- 和具サンシャインビーチ
- 鳥羽市立答志中学校
- 鳥羽市桃取出張所☆

## 別名
- 答志スカイライン（鳥羽市）